# Csontos Zoltán
Csontos Zoltán (Sopron, 1986. május 30. –) magyar labdarúgó.

## Pályafutása
2008. január 14-én két és fél éves szerződést kötött a Szombathelyi Haladás csapatával. Első szezonjában a Haladással bronzérmet szerzett a bajnokságban.
2012 nyarán szívproblémai miatt visszavonult.